# 淺水碼頭村
淺水碼頭村（英語：Tsin Shui Ma Tau Village）是香港筲箕灣的一條已清拆寮屋村落，位於筲箕灣和西灣河之間，柏架山北面山谷中，即現今耀東邨第四期一帶。

## 歷史
早於香港開埠之初，已有客家人等在筲箕灣和西灣河岸邊一帶沿山坑向山上採石，並搭建寮舍定居。筲箕灣海邊南安坊建有淺水碼頭，該處建有不少棚屋，亦設有多間船廠和鋸木廠，為愛秩序灣內的船隻服務。
淺水碼頭村因淺水碼頭而得名。1911年，淺水碼頭有人口211人。淺水碼頭村從筲箕灣道（筲箕灣西大街）和南安里交界向南面的山中發展，村口有一個牌匾，村民進出都要經過一條斜路，並在斜路末端轉沿山坑而上的小路。這條斜路原是一條水務工程道路，連接山上的建於20世紀初的政府配水庫和員工宿舍。隨著香港人口不斷增加，筲箕灣和西灣河半山於20世紀中期發展成一大片石屋、木屋交錯的寮屋區。1960年代初，淺水碼頭村約有100間有正式門牌號碼的建築物，主要位於山腳，由新移民搭建的寮屋則主要位於山上。
1950年，淺水碼頭村福利會成立。1978年，淺水碼頭村成立全港第一支正式的防火糾察隊。

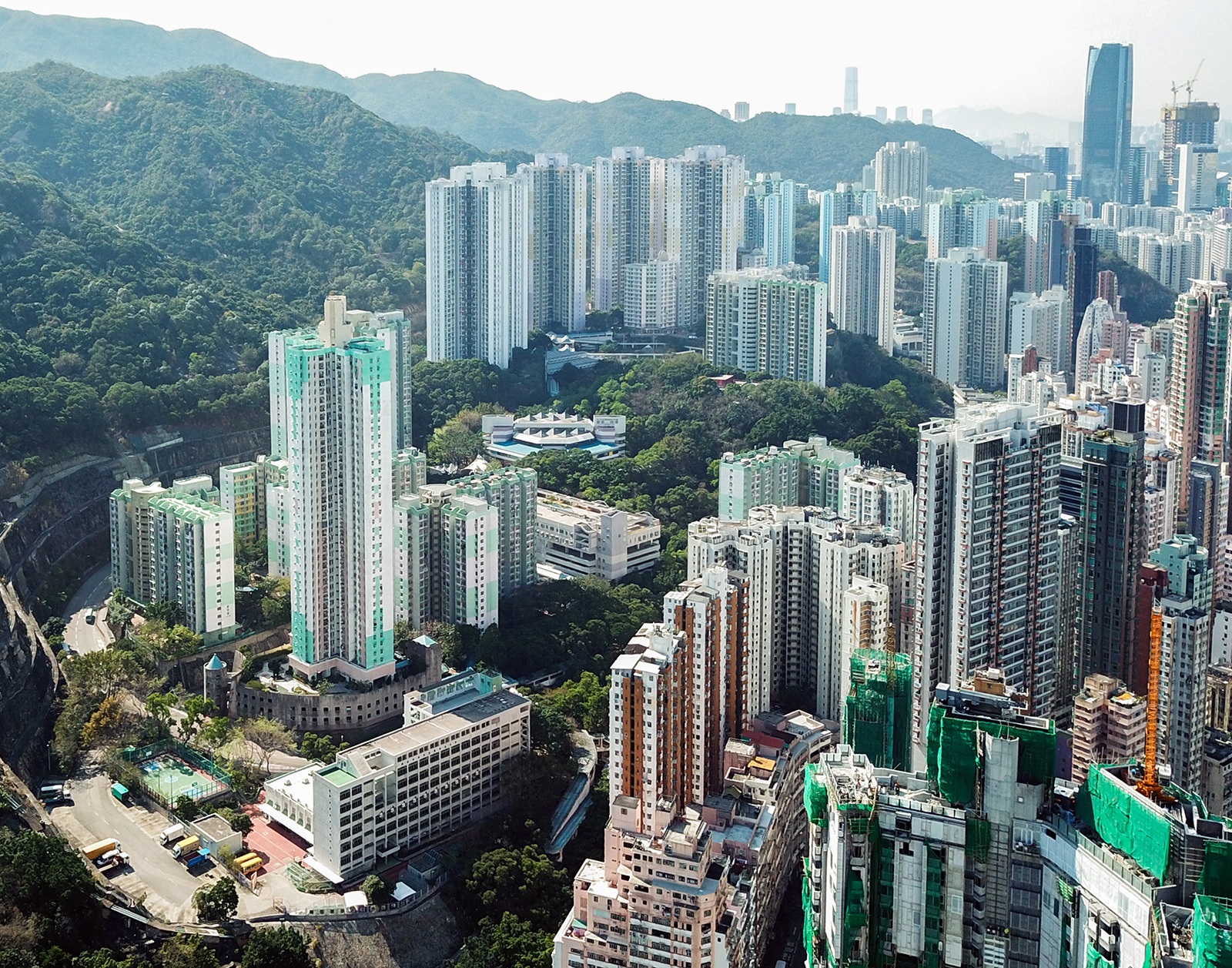
耀東邨第四期原址是淺水碼頭村

1980年代末，政府宣佈清拆筲箕灣寮屋區，以發展耀東邨及興東邨。淺水碼頭村自1987年起分階段清空和拆卸，經過削坡平整後於1995年發展成現今耀東邨第四期一帶，居民獲安置到不同地區的公共屋邨，包括柴灣環翠邨和鴨脷洲利東邨。天悅廣場和愛民街之間的斜路，成為淺水碼頭村清拆後遺留的唯一痕跡。

## 事件
- 1982年，淺水碼頭村半山菜園區發生大火，燒燬15間寮屋，近60名居民受災。[8]
- 1987年，清拆在即的淺水碼頭村發生大火，逾百居民無家可歸。[9]

## 知名村民
- 方育平：香港電影導演
- 容國團：世界乒乓球錦標賽冠軍

## 地標
- 博文學校
- 鸞鳯茶樓
- 夏園：原政府配水庫和宿舍，建於20世紀初，位於大斜路的末端，1982年改建成休憩公園[10]
- 大中針廠
- 康元製罐廠（現今天悅廣場）[11]
- 淺水碼頭村福德祠：已遷到愛秩序村山坡

## 流行文化
- 《獅子山下》 - 老犁（1978年）

## 外部連結
- 淺水碼頭村回憶